# Arhidam III.
Arhidam III. (grč: Ἀρχίδαμος Γ΄ ; 361. pr. Kr. – 338. pr. Kr.), rukovodio je povlačenjem Spartanaca poslije poraza kod Leuktre 371. pr. Kr. Istakao se hrabrošću i talentom prilikom Epaminondinih upada u Peloponez. Pobijedio je 368. udružene Arkađane, Argivljane i Mesenjane u "bitci bez suza", nazvanoj tako što u njoj, navodno, nije poginuo nijedan Spartanac. Poginuo je 338. u kod Mandurije u Italiji.
| Prethodnik:                                   | Spartanski kralj Europontidi 930. pr. Kr. – 221. pr. Kr. | Nasljednik:                           |
| Agesilaj II. 401. pr. Kr./400. – 360. pr. Kr. | Spartanski kralj Europontidi 930. pr. Kr. – 221. pr. Kr. | Agis III. 338. pr. Kr. – 331. pr. Kr. |